# Луани, Шалом
Шалом Луани (англ. Shalom Luani; род. 5 августа 1994, Masausi, Американское Самоа) — игрок в американский футбол, выступающий на позиции сэйфти. Первый представитель Американского Самоа в НФЛ. Также выступал за сборную Американского Самоа по футболу (соккеру).

## Футбольная карьера
С 2009 года выступал за команду «Тафуна Джетс» в чемпионате Американского Самоа. В 2011—2012 годах играл за команду по мини-футболу «Фага'итуа Викингс».

### Карьера в сборной
В 2011 году дебютировал за сборную Американского Самоа на Тихоокеанских играх, сыграв во всех 5 матчах группового этапа, однако его команда заняла последнее место в группе, не набрав ни одного очка и не забив ни одного гола. В ноябре того же года вновь был вызван в сборную для участия в отборочном турнире чемпионата мира 2014. 23 ноября 2011 года стал автором победного гола в матче против сборной Тонга, завершившегося первой в истории победой сборной Американского Самоа в официальных матчах (2:1). Также отметился голом в следующем матче со сборной Островов Кука (1:1).

## Карьера в американском футболе
Луани начал свою карьеру в американском футболе в качестве защитника «Фага'итуа Викингс», представляющую Faga'itua High School. В то время он выступал за команду как в обычном футболе так и в американском.